# Rouvroy (prowincja Luksemburg)
Rouvroy (wa. Rovroe-e-Gåme, hist. Rüwert) – miejscowość i gmina w południowo-wschodniej Belgii, w Regionie Walońskim, w prowincji Luksemburg, w okręgu Virton. 1 stycznia 2024 roku liczyła 2144 mieszkańców. 

## Podział administracyjny
W skład gminy wchodzą cztery dzielnice (section):
- Dampicourt
- Harnoncourt
- Lamorteau
- Torgny

## Współpraca
Miejscowość partnerska:
- Dole, Francja